# Tohumeta (Aldeia)
Tohumeta ist eine osttimoresische Aldeia im Suco Tohumeta (Verwaltungsamt Laulara, Gemeinde Aileu). 2015 lebten in der Aldeia 271 Menschen.

## Geographie und Einrichtungen
Die Aldeia Tohumeta bildet einen dünnen Mittelstreifen im Suco Tohumeta. Westlich liegt die Aldeia Acadiro und östlich die Aldeia Berlihu-Meta. Im Süden grenzt die Aldeia Tohumeta an den Suco Fatisi und im Norden an die Gemeinde Dili mit ihrem Suco Dare (Dili) (Verwaltungsamt Vera Cruz). Entlang der Nordgrenze fließt der Bemos, ein Nebenfluss des Rio Comoros.
Im Zentrum der Aldeia Tohumeta liegt der Osten des Siedlungshaufen der grob das Dorf Tohumeta bildet. Dazu gehören die Weiler/Ortsteile (Bairo) Beraulo und Airunlalan. Das Ortszentrum befindet sich westlich in der Aldeia Acadiro. In Beraulo steht das kommunale Gesundheitszentrum der Region.

## Politik
Bei den Kommunalwahlen in Osttimor 2009 wurde Domingos Maria Lobo zum Chefe de Aldeia gewählt. Die nächsten Wahlen fanden 2016 und 2023 statt.